# Museo de la Universidad Bob Jones

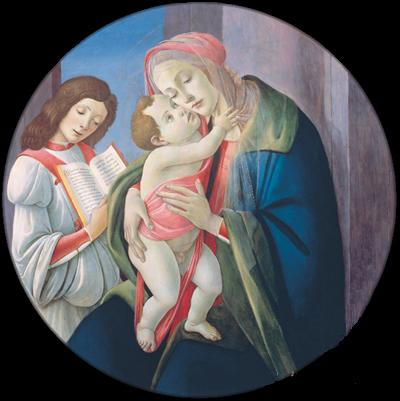
La Madonna del Magnificat, pintura de Botticelli y taller.

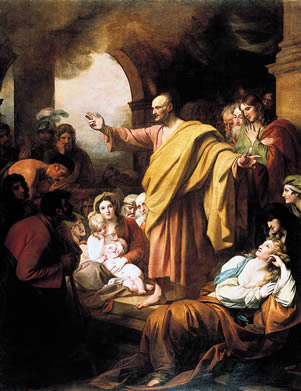
San Pedro predicando en el Pentecostés, cuadro de Benjamin West.

El Museo de la Universidad Bob Jones es un centro de arte de Estados Unidos, ubicado en el campus universitario del mismo nombre en Greenville (Carolina del Sur). Su nombre oficial en inglés es Bob Jones University Museum & Gallery. Es reconocido por su colección de pintura italiana antigua, una de las mejores de América con más de cien obras. 

## Historia
La Universidad Bob Jones de Greenville es un centro privado de marcado perfil religioso, protestante y fundamentalista, calificado como «uno de los más conservadores del país» (según la Wikipedia en inglés). Debe su nombre a quien lo fundó en 1927, Bob Jones Sr. (Senior).
A su hijo, Bob Jones Jr. (Junior), se debe la creación del museo. Jones empezó a recopilar obras de arte en 1948, tras un acuerdo con el Comité Ejecutivo de la universidad. En sintonía con la filosofía del centro, Jones propuso perfilar una colección de temática religiosa, que tendría valor didáctico para las aulas de Bellas Artes y Religión. El Comité dotó a Jones de un presupuesto para compras («Acquisition fund»).
Gracias a que el arte barroco tenía poca estimación en esos años, Bob Jones Jr. pudo adquirir una buena cantidad de pinturas a precios muy bajos. El museo se inauguró el Día de Acción de Gracias de 1951, en una galería de dos salas, con 26 pinturas (la de Botticelli entre ellas) y la llamada Colección Bowen de piezas arqueológicas. 
La colección creció rápidamente. En tres años sumó 40 obras, en 1962 ya contaba con 211 y para 1991 exhibía 400 de manera permanente. Un hito en su historia fue la compra en 1963 de siete importantes pinturas de Benjamin West. También sumó la llamada Colección James Cole de vestimentas y textiles eclesiásticos, y empezó a reunir iconos rusos y muebles.
Por limitaciones de espacio, el museo se expandió dos veces ya antes de 1970. En 1956 se instaló en un edificio clasicista, y en 1965 sumó el antiguo comedor del centro universitario. Esta segunda ampliación fue celebrada con una gala que contó con presencia de expertos e invitados de todo el mundo. Ya en 1996, el museo cambió de estatus jurídico, convirtiéndose en una corporación independiente libre de impuestos y denominada oficialmente BJU Museum & Gallery.
La colección ganó fama en Estados Unidos cuando el canal de televisión NBC emitió tres programas especiales que difundían sus pinturas. Por otro lado, la institución ha participado en exposiciones dentro y fuera del país, mediante el préstamo de obras.

## Colecciones
El museo se especializa en pintura occidental de autores antiguos, mayormente de temas religiosos, de los siglos XVI al XIX. Se reparten en 25 galerías acompañados de esculturas, muebles, tapices y porcelanas.
De los siglos XV y XVI, destacan ejemplos de genios como Bicci di Lorenzo, Botticelli (una Madonna del Magníficat), Il Sodoma (Camino al Calvario), Albert Bouts, Gérard David (Cristo resucitado), Jan Gossaert, Joachim Beuckelaer, Jan van Scorel, Lucas Cranach el Viejo (Joab apuñala a Abner), Paris Bordone (Cristo redentor), Francesco Bacchiacca (San Juan Bautista en el desierto), Bonifazio Veronese (una Sacra Conversazione procedente de Blenheim Palace) y Tintoretto (La visita de la reina de Saba a Salomón).
El barroco cuenta con una presencia mayor, con la pintura italiana como gran protagonista. Las 105 obras reunidas convierten esta sección, según sus responsables, en insuperable en los museos americanos, afirmación que resulta un tanto exagerada aunque no exenta de argumentos. Hay ejemplos de Giovanni Baglione, Mattia Preti, Domenichino, Carlo Dolci, Luca Giordano, Rutilio Manetti, Guercino, Guido Reni, Giovanni Lanfranco, Bernardo Strozzi, Salvatore Rosa, Carlo Maratta y ya dentro del siglo XVIII, Alessandro Magnasco, Pompeo Batoni y Giambattista Tiepolo. 
El barroco flamenco cuenta con Rubens (Cristo en la cruz), Van Dyck (Mater dolorosa) y Jacob Jordaens, mientras que Holanda está representada por Gerrit van Honthorst (La Sagrada Familia en el taller de carpintería), Abraham Bloemaert, Mathias Stomer y Hendrick Terbrugghen. 
La pintura francesa y española cuenta con una presencia más corta, si bien incluye a Charles Le Brun, Juan de Flandes, Vicente Macip, Francisco de Herrera el Viejo (Aparición de santa Catalina a la familia de san Buenaventura), José de Ribera (Ecce Homo), Pedro Orrente (un Cristo presentado al pueblo con influencias de Veronés), Antonio del Castillo, Zurbarán, José Antolínez (San Miguel Arcángel derrotando a Satán), y Murillo (El buen pastor, variante del famoso cuadro del Museo del Prado).
Los siglos XVIII y XIX tienen una presencia más limitada, si bien llama la atención una pintura religiosa (La Ascensión) de Gustave Doré, autor más conocido como grabador. Mención aparte merecen los siete cuadros del Progreso de la religión revelada, de Benjamin West. Pertenecen a una serie encargada por Jorge III de Inglaterra para una capilla del castillo de Windsor. Pero debido a la locura de dicho rey, la capilla no se construyó. De los 18 cuadros que West llegó a terminar, subsisten doce de los cuales el Museo Bob Jones adquirió siete en 1963. Se exhiben fuera del circuito del museo, en una capilla llamada War Memorial.
El museo posee además una colección de iconos rusos así como la Colección Bowen de objetos arqueológicos, reunida por el matrimonio de misioneros Frank y Barbara Bowen «para hacer vivir la Biblia», o sea, ilustrar la época y los lugares de la Antigüedad donde ocurrieron los hechos bíblicos. Incluye unas mil piezas de Palestina, Egipto y el Imperio romano. La colección fue donada al centro escolar en 1943, y fue adscrita al museo cuando este se abrió, en 1951.